# Tsuda Nobuzumi
Tsuda Nobuzumi (em japonês: 津田信澄; 1555 ou 1558 – 1583) foi um samurai japonês e membro do clã Oda da província de Owari durante os períodos Sengoku e Azuchi-Momoyama. Nobuzumi era o filho de Oda Nobuyuki e sobrinho de Oda Nobunaga. Após o Incidente de Honnō-ji em 1582, se tornou suspeito de Oda Nobutaka, por colaboração com Akechi Mitsuhide, principalmente porque se casou com a sua filha. Devido à sua culpa por associação, Nobutaka matou Nobuzumi.